# Interlude (Jamie Cullum)
Interlude è il settimo album in studio del musicista britannico Jamie Cullum, pubblicato nel 2014. L'album è costituito interamente da cover.

## Tracce
1. Interlude – 3:27 (Dizzy Gillespie / Raymond Leveen / Frank Paparelli)
2. Don't You Know – 2:56 (Ray Charles)
3. The Seer's Tower – 3:55 (Sufjan Stevens)
4. Walkin' – 2:42 (Richard Carpenter)
5. Good Morning Heartache (feat. Laura Mvula) – 3:32 (Ervin Drake / Dan Fisher / Irene Higginbotham)
6. Sack O'Woe – 3:45 (Cannonball Adderley / Jon Hendricks)
7. Don't Let Me Be Misunderstood (feat. Gregory Porter) – 2:58 (Bennie Benjamin / Gloria Caldwell / Sol Marcus)
8. My One and Only Love – 4:32 (Robert Mellin / Guy B. Wood)
9. Lovesick Blues – 3:07 (Cliff Friend / Irving Mills)
10. Losing You – 3:24 (Randy Newman)
11. Out of this World – 5:51 (Harold Arlen / Johnny Mercer)
12. Make Someone Happy – 3:30 (Betty Comden / Adolph Green / Jule Styne)